# Catedral de Salerno
A Catedral de Salerno (em italiano: Cattedrale di Salerno) é uma catedral italiana em Salerno dedicada a Virgem Maria e ao apóstolo São Mateus, padroeiro da cidade, que está sepultado abaixo da construção. A catedral foi erguida na centro da cidade, quando esta ainda era a capital do extinto Principado de Salerno.

## História

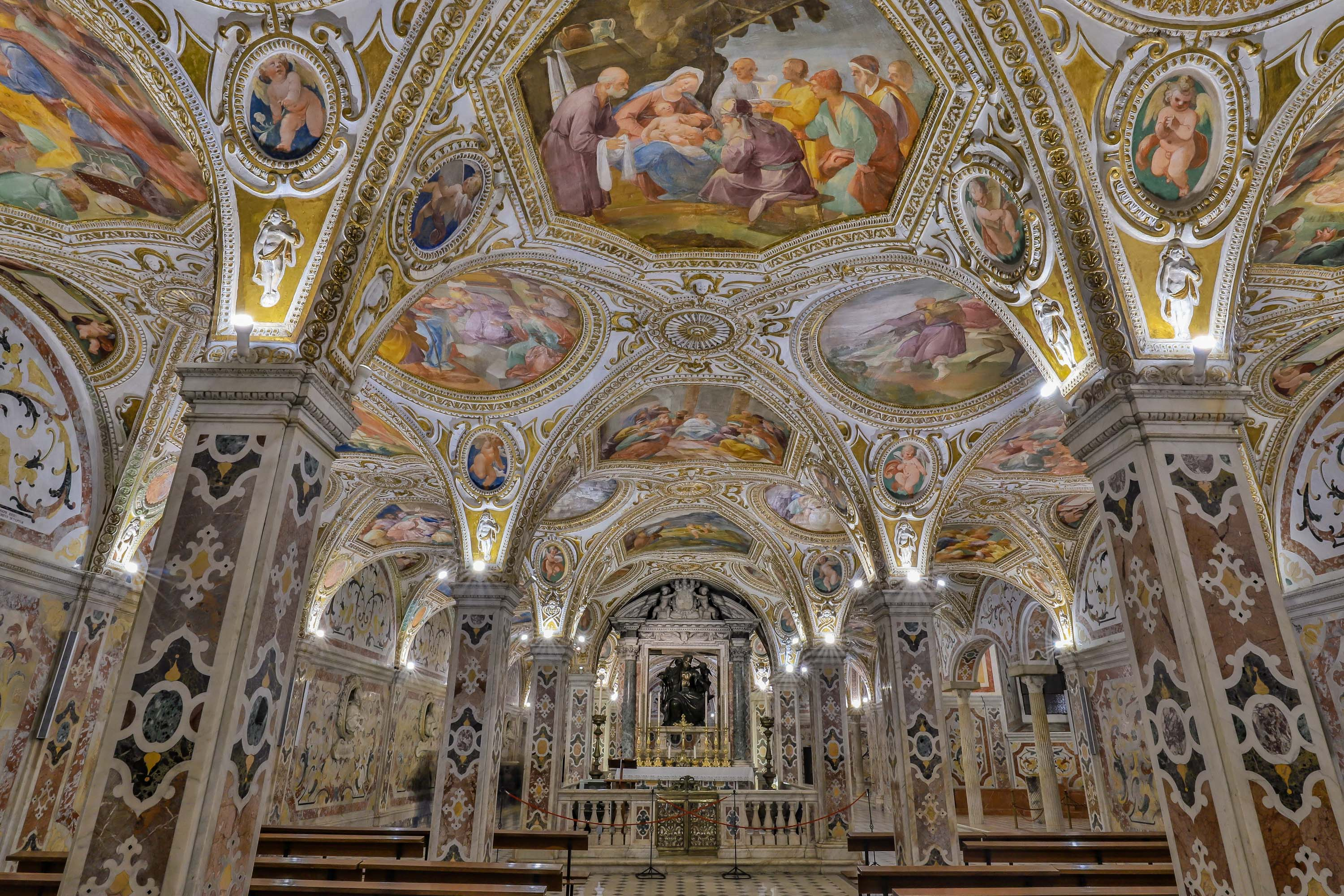
O interior da cripta da catedral de Salerno

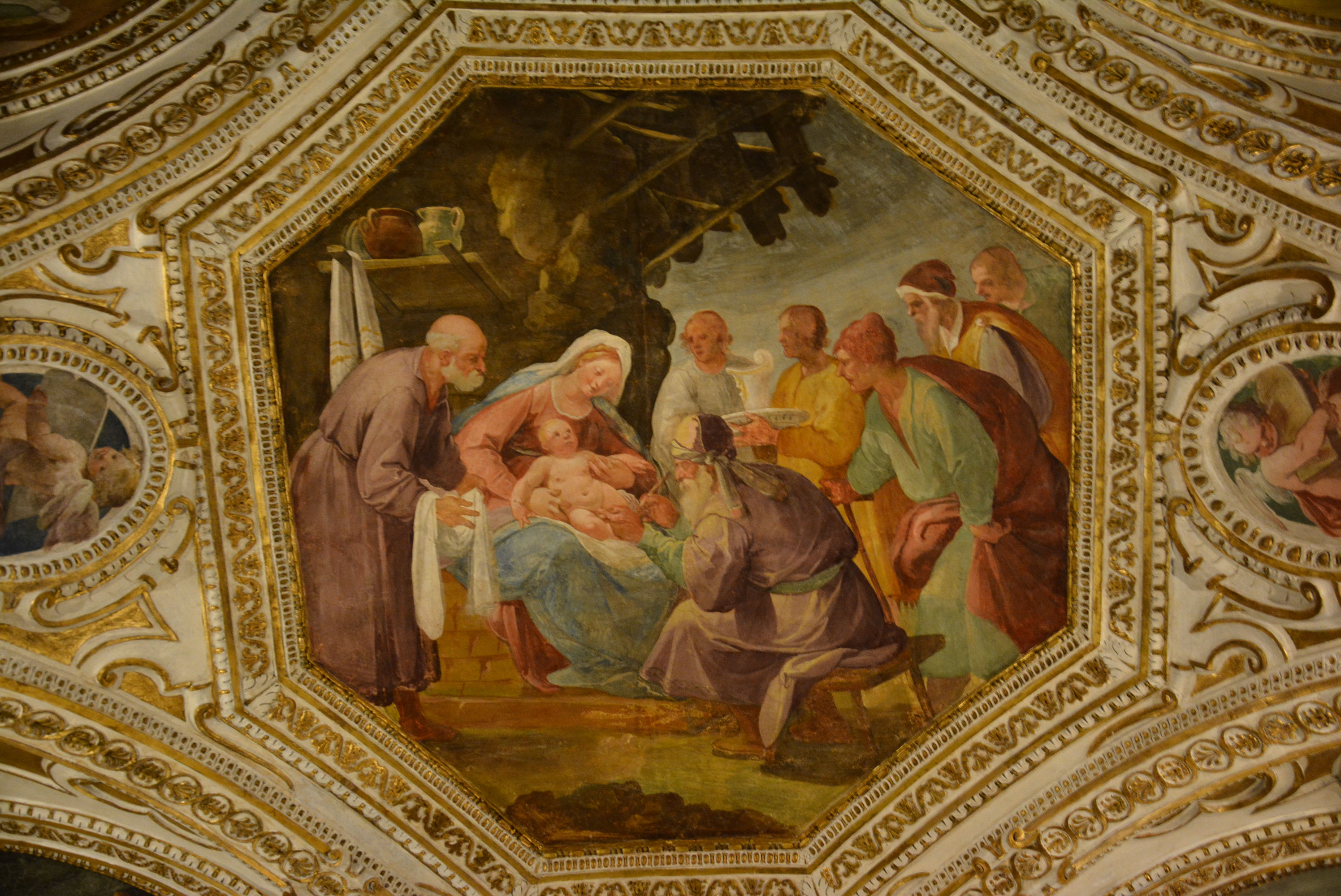
Pormenor do teto da cripta

A construção foi iniciada por Roberto de Altavila em 1076, durante o episcopado do arcebispo Alfano I, sobre as ruínas de uma antiga igreja ou templo romano. Finalizada, foi consagrada pelo Papa Gregório VII em 1085, recebendo o título de Duomo. Em 1688, o arquiteto Ferdinando Sanfelice foi incumbido de remodelar o interior da catedral no estilo barroco e rococó. O Duomo foi remodelado mais uma vez na era do Renascimento para que abrigasse a tumba do Papa Gregório VII.
Após várias reformas, finalmente em 1930, a igreja recebeu sua aparência original, tal qual concebida pelos seus arquitetos. Contudo, a igreja foi parcialmente destruída durante a Segunda Guerra Mundial.

## Galeria

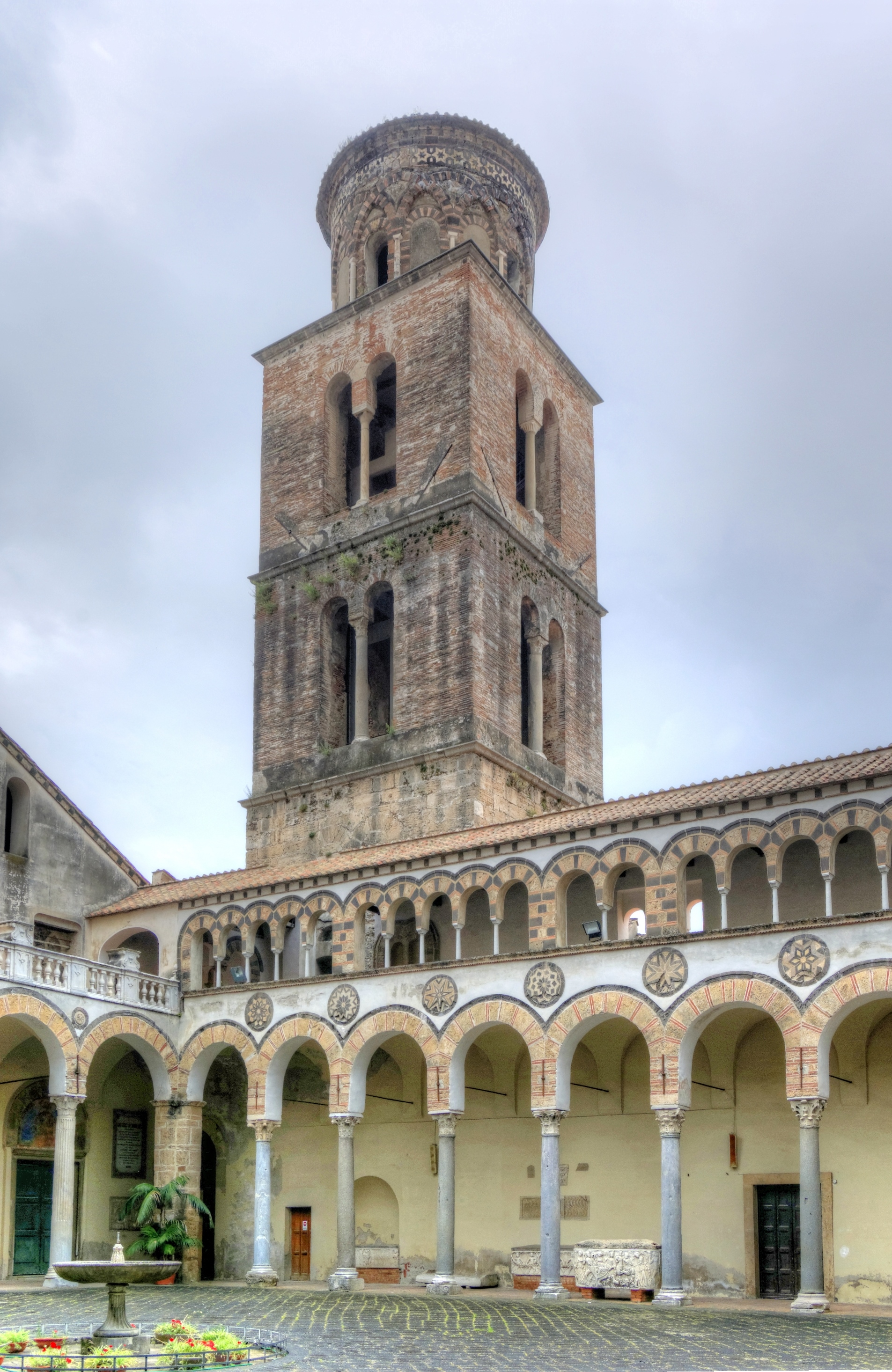
O Campanário de Salerno
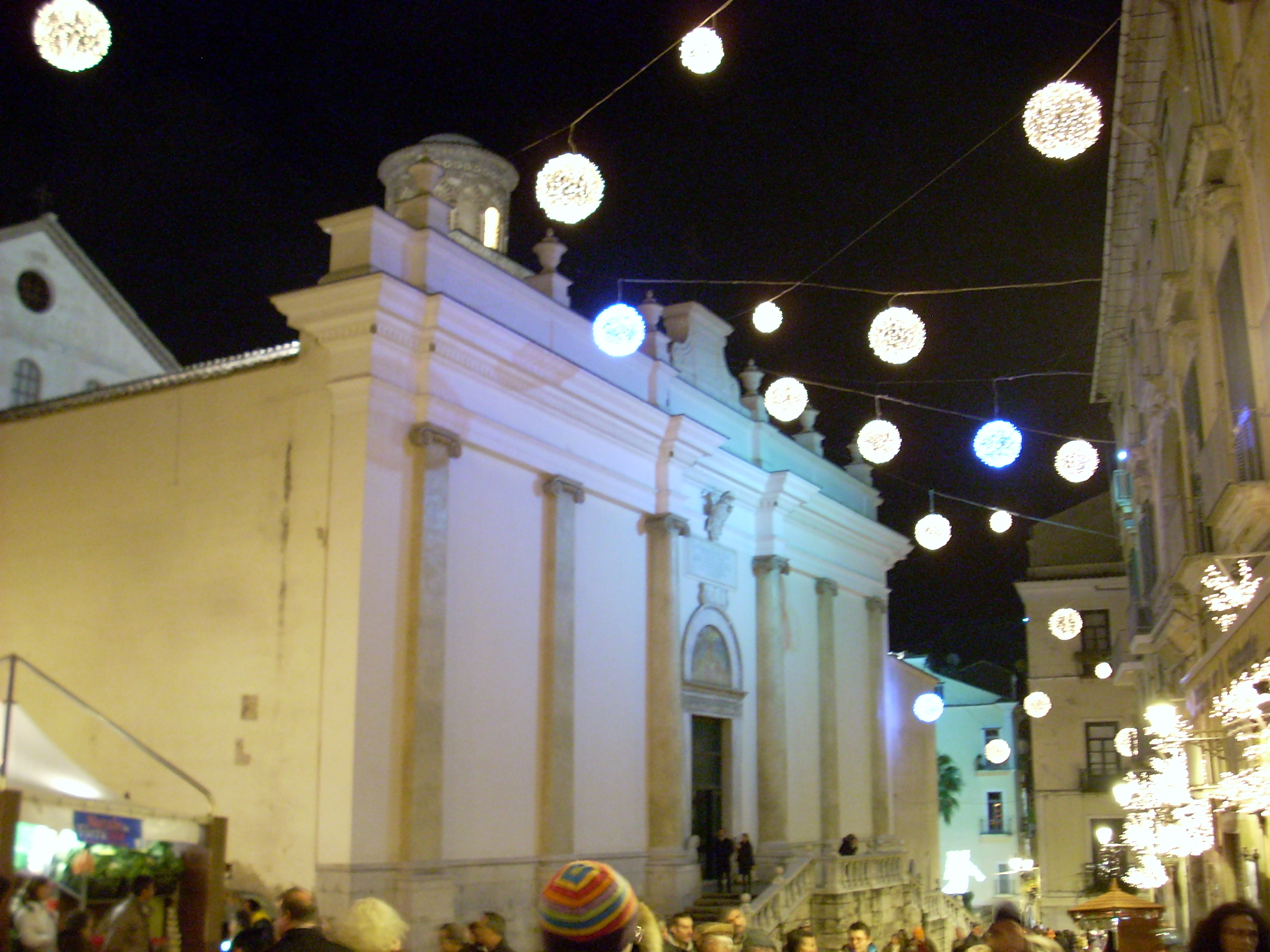
Visão exterior da Catedral
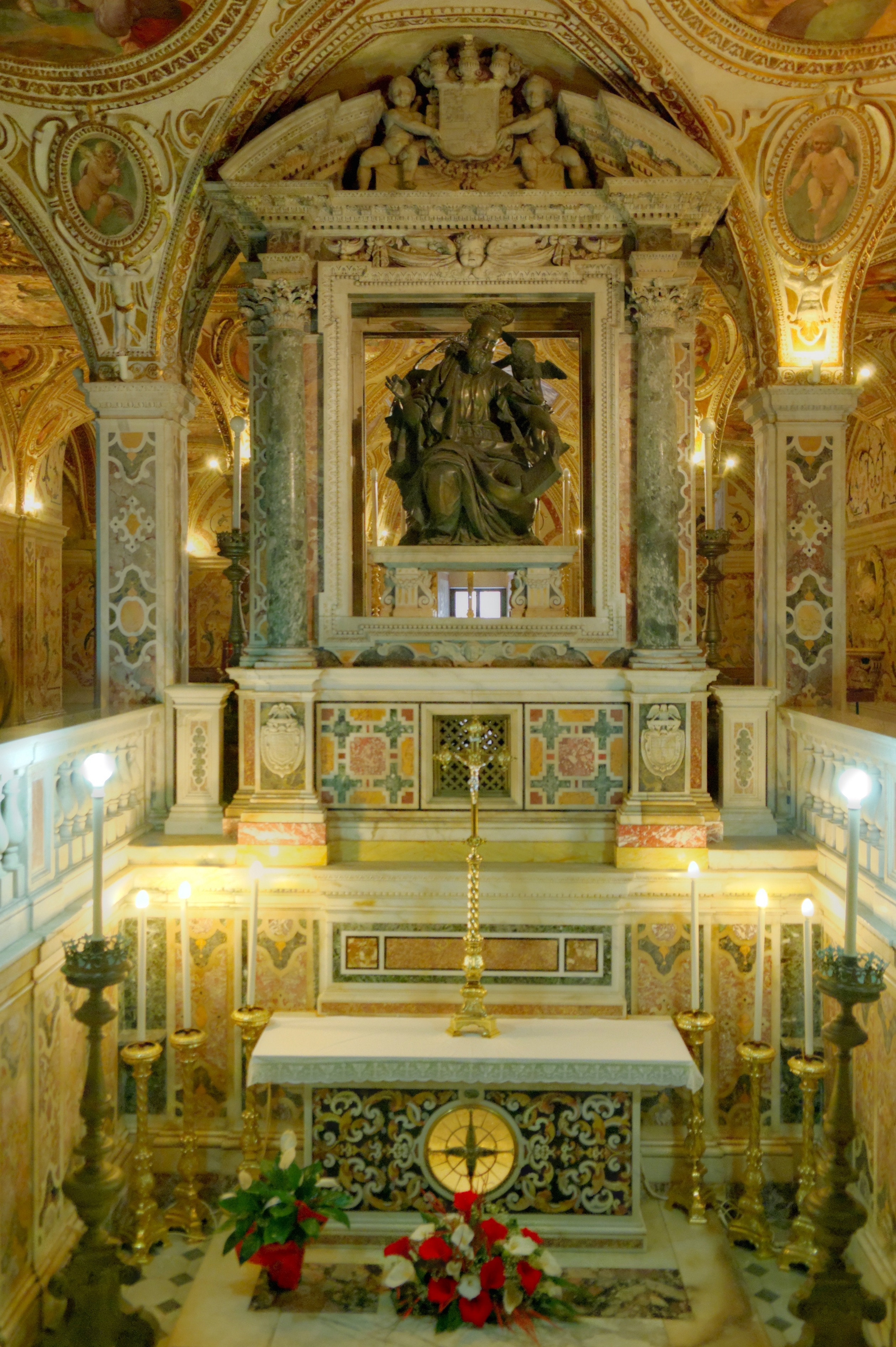
A cripta em estilo barroco